# Thomas Krings
Thomas Krings (* 1. November 1949 in Lörrach) ist ein deutscher Geograph. Er war Professor für Kulturgeographie an der Albert-Ludwigs-Universität Freiburg.

## Leben
Thomas Krings studierte in Berlin ab 1982. Er wurde an der Universität Hamburg mit einer kulturgeografischen Arbeit über die Nomaden im Sahel promoviert. Er kam 1990 an die Universität Freiburg. Zu Krings’ Arbeits- und Forschungsthemen gehören vor allem die Geographische Entwicklungsforschung, mit dem Schwerpunkt auf bäuerlichem und nomadischem Wissen als Entwicklungspotential; daneben die Desertifikationsbekämpfung im westlichen Sahel. Ein weiteres Thema ist der Baumwoll(handels)sektor in Mali, der unter den ungleichen Bedingungen des Welthandels untersucht wird. Krings beschäftigt sich außerdem mit der Regionalentwicklung in Westafrika im Allgemeinen. Theoretisch setzt er sich mit konzeptionellen Fragen der Third World und First World Political Ecology auseinander.

## Publikationen
Auswahl
- Krings (2008): Politische Ökologie – Grundlagen und Arbeitsfelder eines geographischen Ansatzes zur Mensch-Umweltforschung. Geographische Rundschau, 2008; Jg.60 (12) : 4-9
- Krings (2008): Ernährungssicherung im Sahel von Afrika. Mitteilungen der Geographischen Gesellschaft in München, 2008; Bd.90: 25-41
- Krings (2004): Baumwollproduktion für den Weltmarkt: verzerrter Wettbewerb und die Folgen für Mali (Westafrika). Geographische Rundschau, 2004; 56. Jg. (11) : 26-33
- 1982: Sahel. Senegal, Mauretanien, Mali, Niger. Islamische und traditionelle schwarzafrikanische Kultur mit Fotos von Beatrice Frehn. DuMont Buchverlag, Köln, ISBN 3-7701-1202-4.